# Museu d'Art de Baltimore
El Museu d'Art de Baltimore (Baltimore Museum of Art, abreujat BMA) és un museu d'art situat a Baltimore (Maryland, Estats Units).

## Història
Fundat el 1914 i d'arquitectura neoclàssica durant l'anomenada època de les Belles Arts, el Museu d'Art de Baltimore va ser dissenyat per l'arquitecte nord-americà John Russell Pope al costat de la Universitat Johns Hopkins i ha sofert una ampliació recent que inclou les sales més grans dedicades a l'art contemporani. Reuneix prop de 90.000 obres cosa que el converteix en el principal museu de la ciutat per al segle xix i l'art modern, mentre que el Walters Art Museum està especialitzat en art antic.
A més, compta amb la col·lecció més gran del món d'obres de Henri Matisse i moltes obres de Paul Cézanne, Picasso, Vincent van Gogh, Giambattista Pittoni, Paul Gauguin, inclòs el quadre Le Violoncelliste o fins i tot d'Auguste Renoir, el quadre del qual Paysages Bords de Seine, robat i desaparegut des de fa més de cinquanta anys. La majoria d'aquestes obres provenen d'una col·lecció privada establerta al segle XX per les germanes Claribel i Etta Cone, properes a Gertrude Stein, que la van donar al museu quan van morir.
El museu també és reconegut pel seu gran nombre d'obres d'artistes estatunidencs (sobretot Andy Warhol), dibuixos, fotografies i art oceànic i africà. També compta amb un jardí d'escultures amb una superfície de gairebé 3 acres i un petit edifici neoclàssic de Benjamin H. Latrobe cap al 1812, anomenat Spring House o Diary, donat al museu el 1932, al costat de l'edifici principal del museu i restaurat a 2003.
Des de l'1 d'octubre de 2006, l'entrada al museu és totalment gratuïta, a excepció de certes exposicions especials, gràcies a les subvencions de la ciutat de Baltimore i el comtat de Baltimore.

## Col·leccions
- Art africà
- Art amerindi
- Art asiàtic
- Art contemporani
- Renaixença…
- Henri Matisse
- Sandro Botticelli
- Georgia O'Keeffe
- Francesco d'Ubertino

### Galeria d'imatges

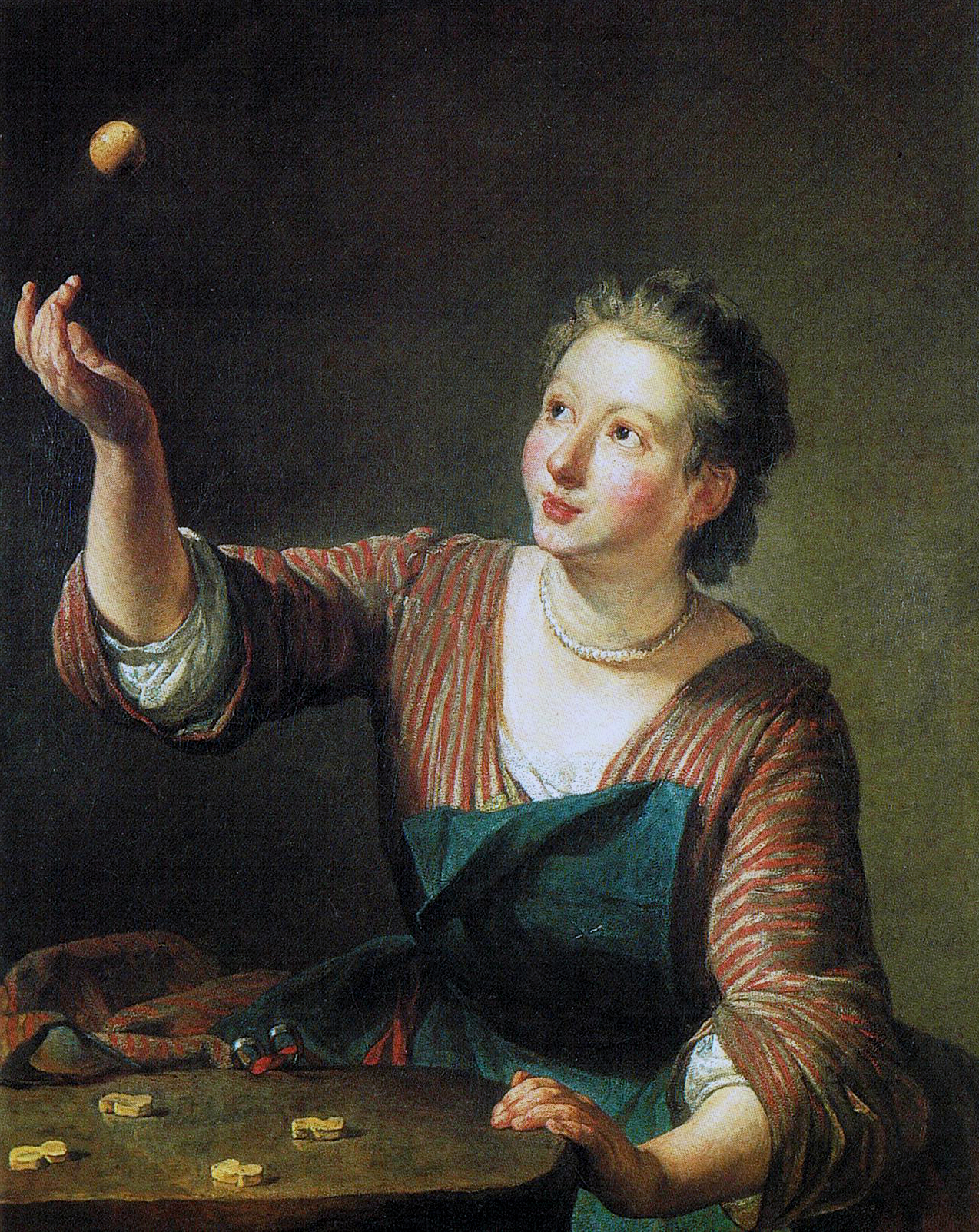
Jean Siméon Chardin, El joc dels ossos (vers 1734)
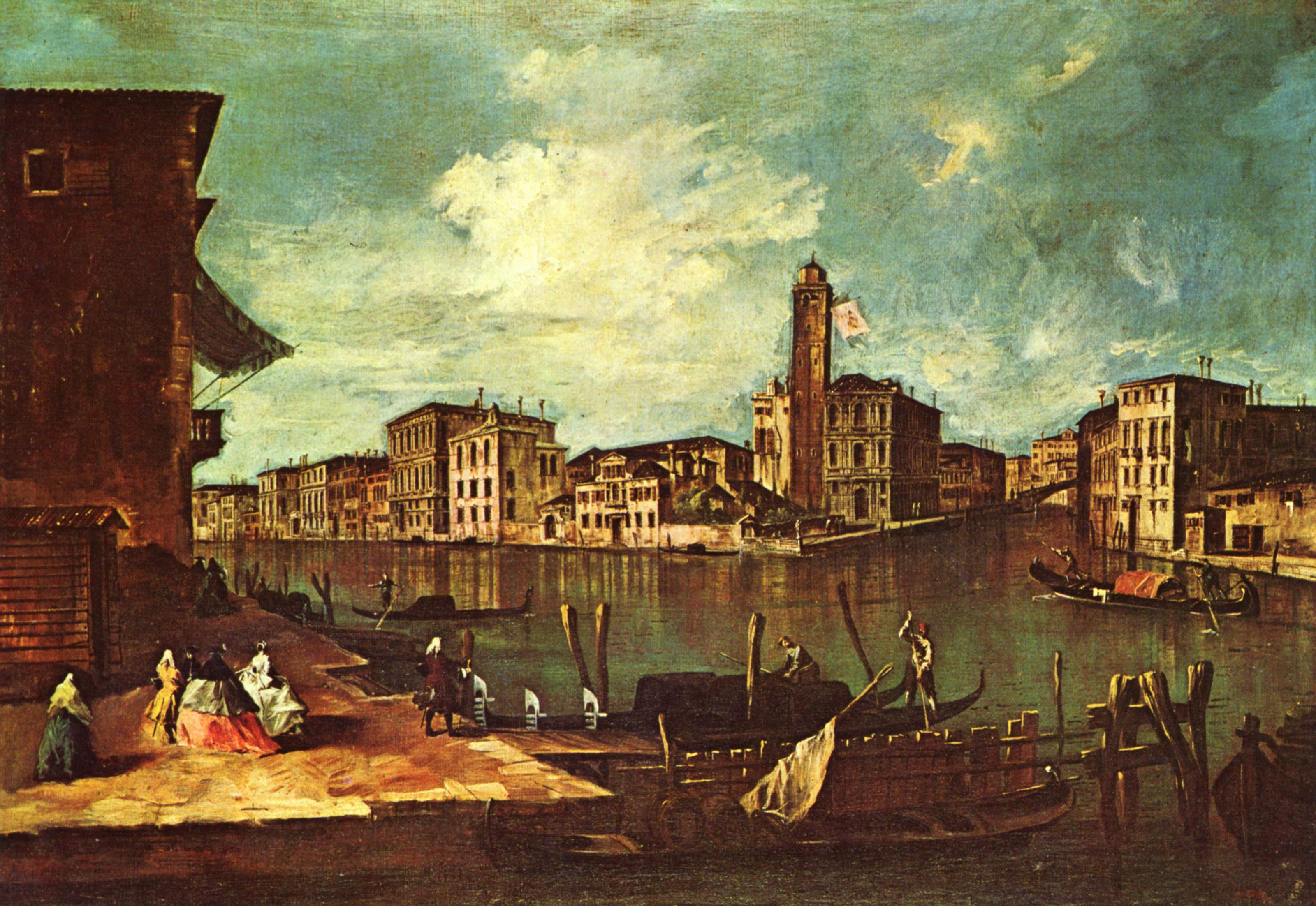
Francesco Guardi, Venècia (cap al 1750)
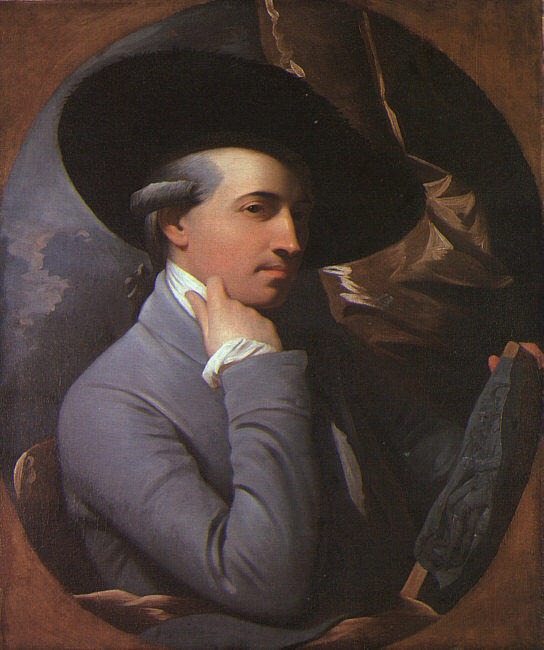
Benjamin West, Autoretrat (1770)
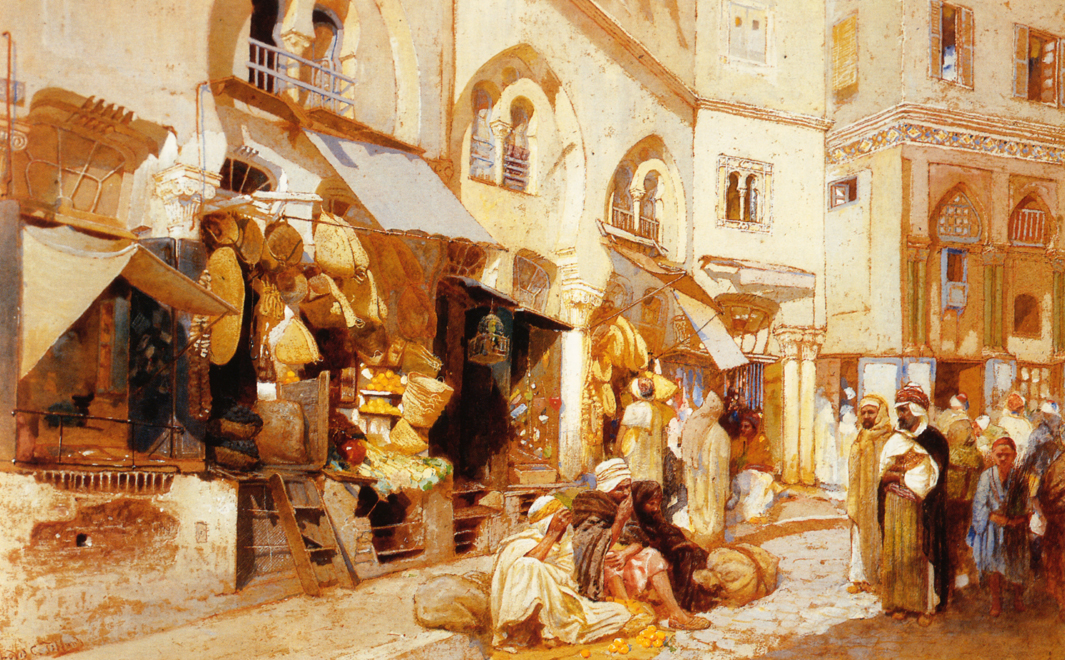
Louis Comfort Tiffany, botigues algerianes (vers 1872-1887)
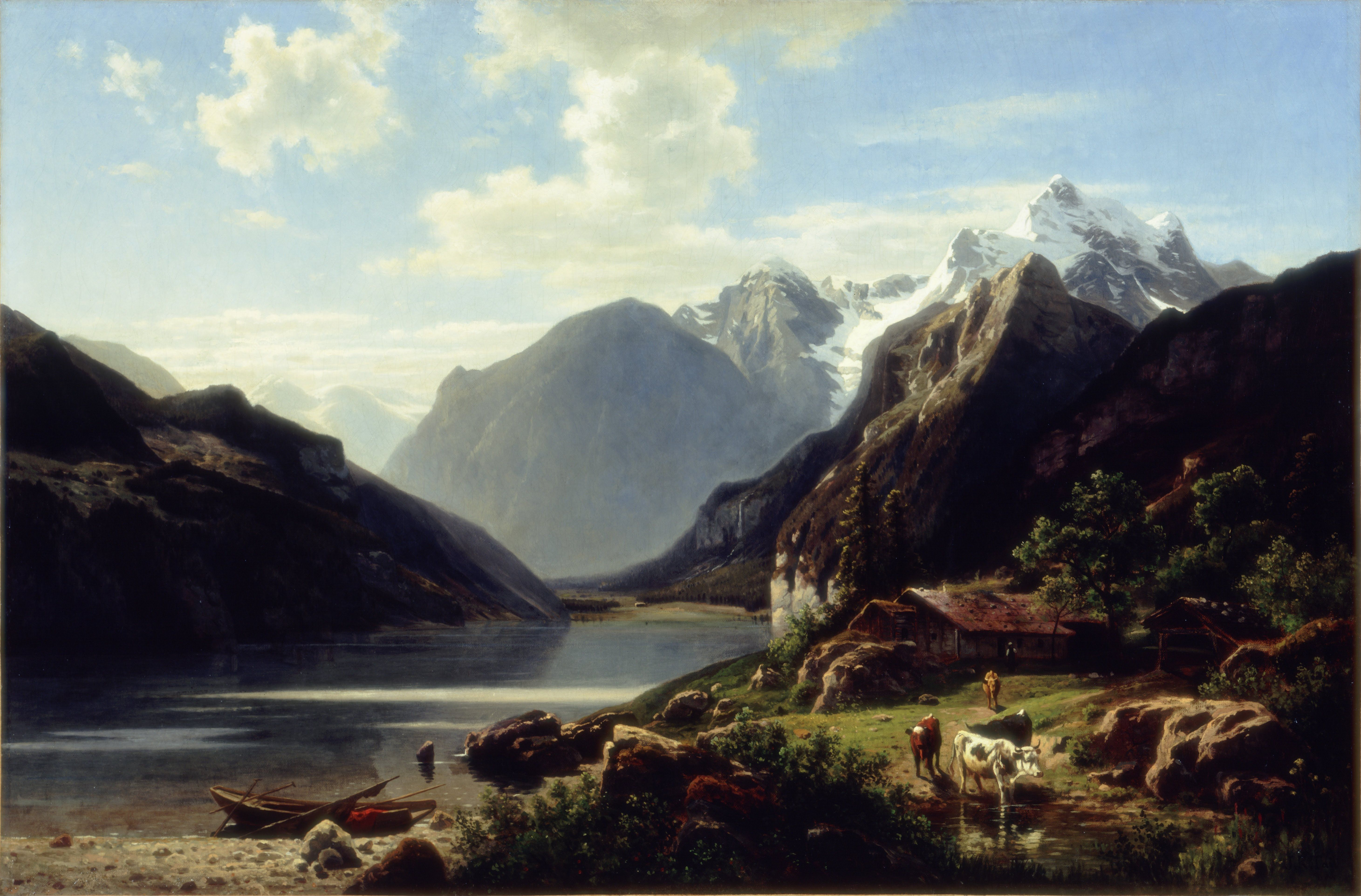
John Robinson Tait, Vespre a la riba del llac (1876)
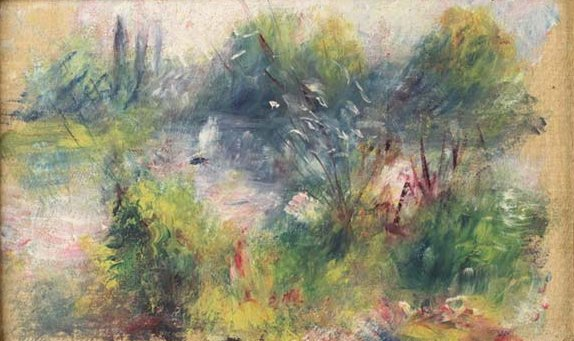
Auguste Renoir, Paysages Bords de Seine (1879)
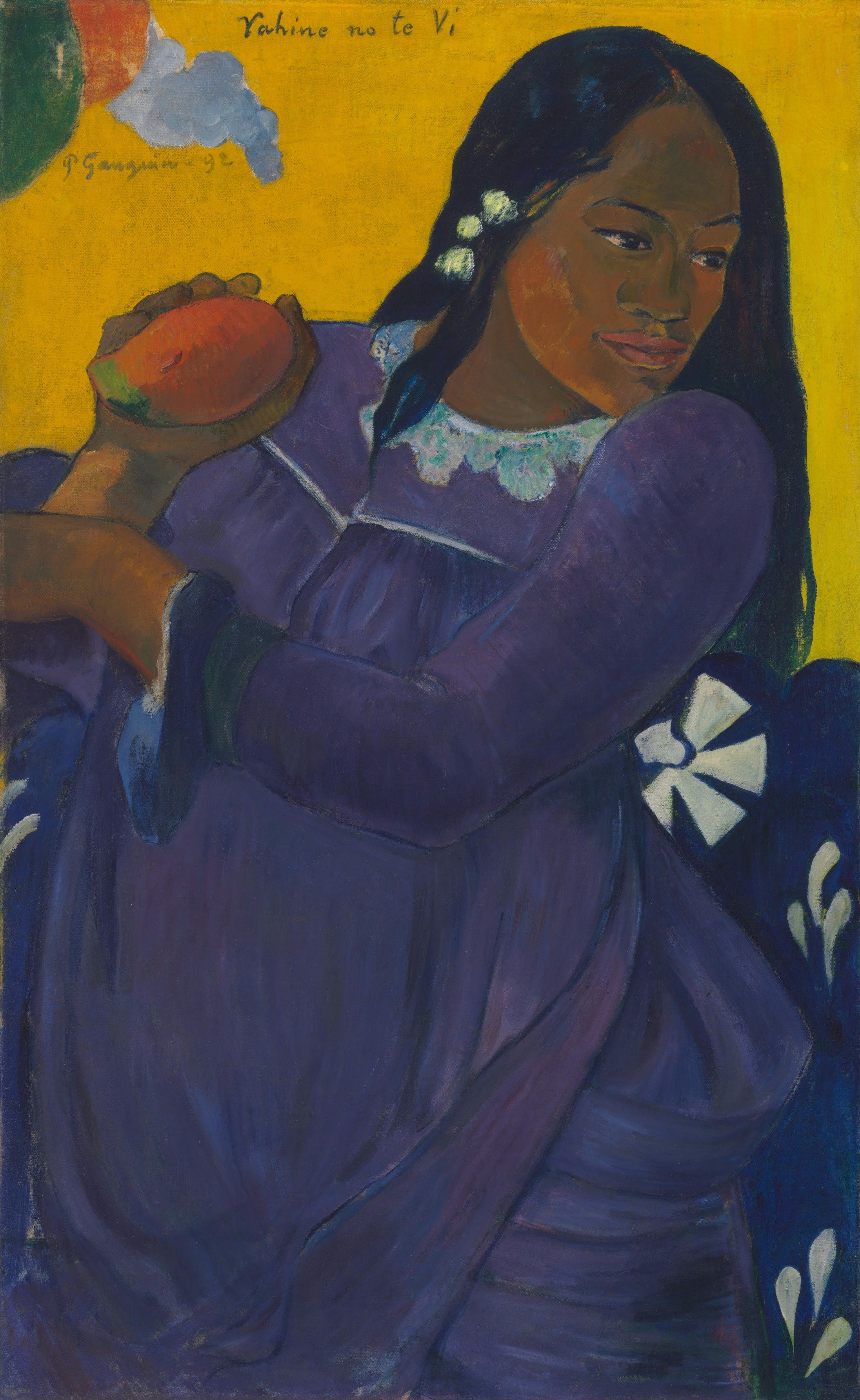
Paul Gauguin, Dona tahitiana amb mango (1892)
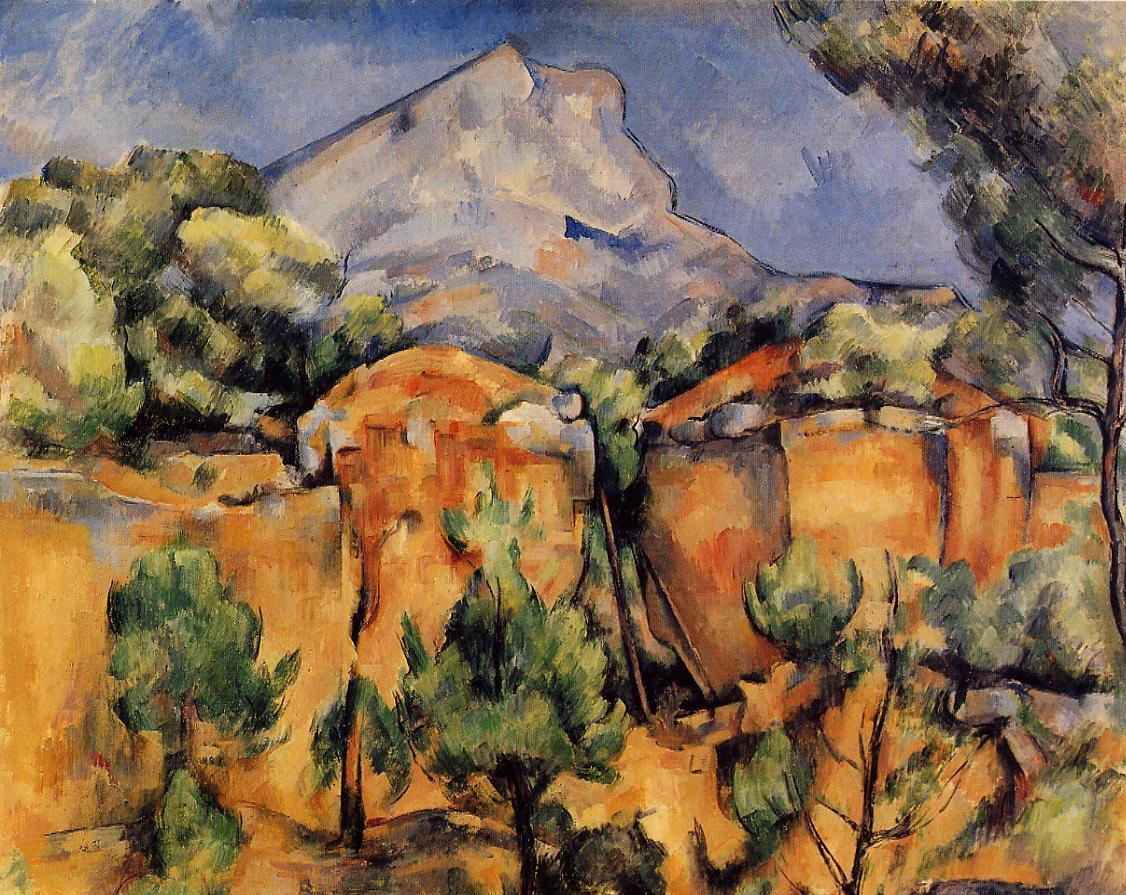
Paul Cézanne, Montagne Sainte-Victoire (1897)
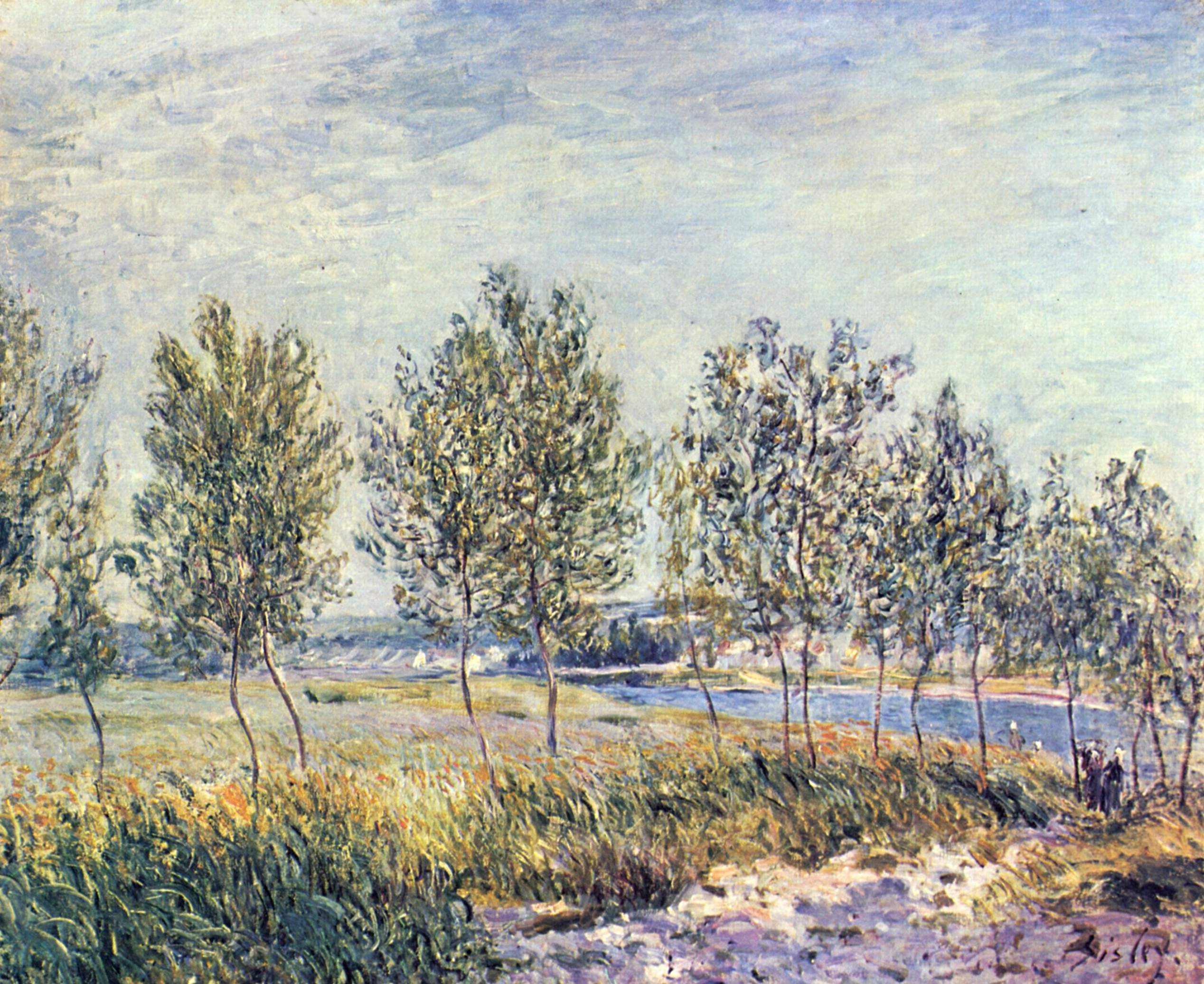
Alfred Sisley, Paisatge (1880)
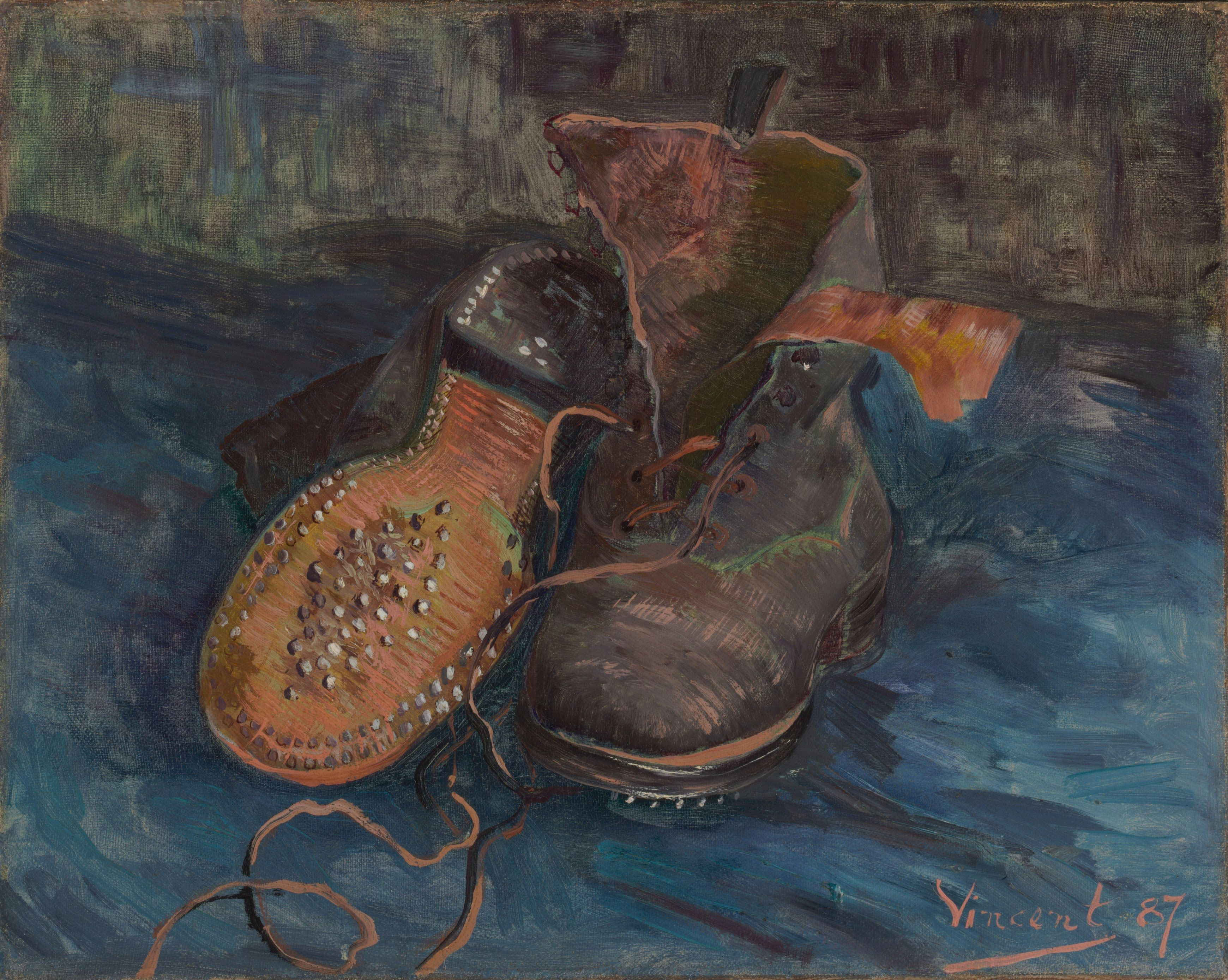
Vincent van Gogh, Parell de botes (1887)
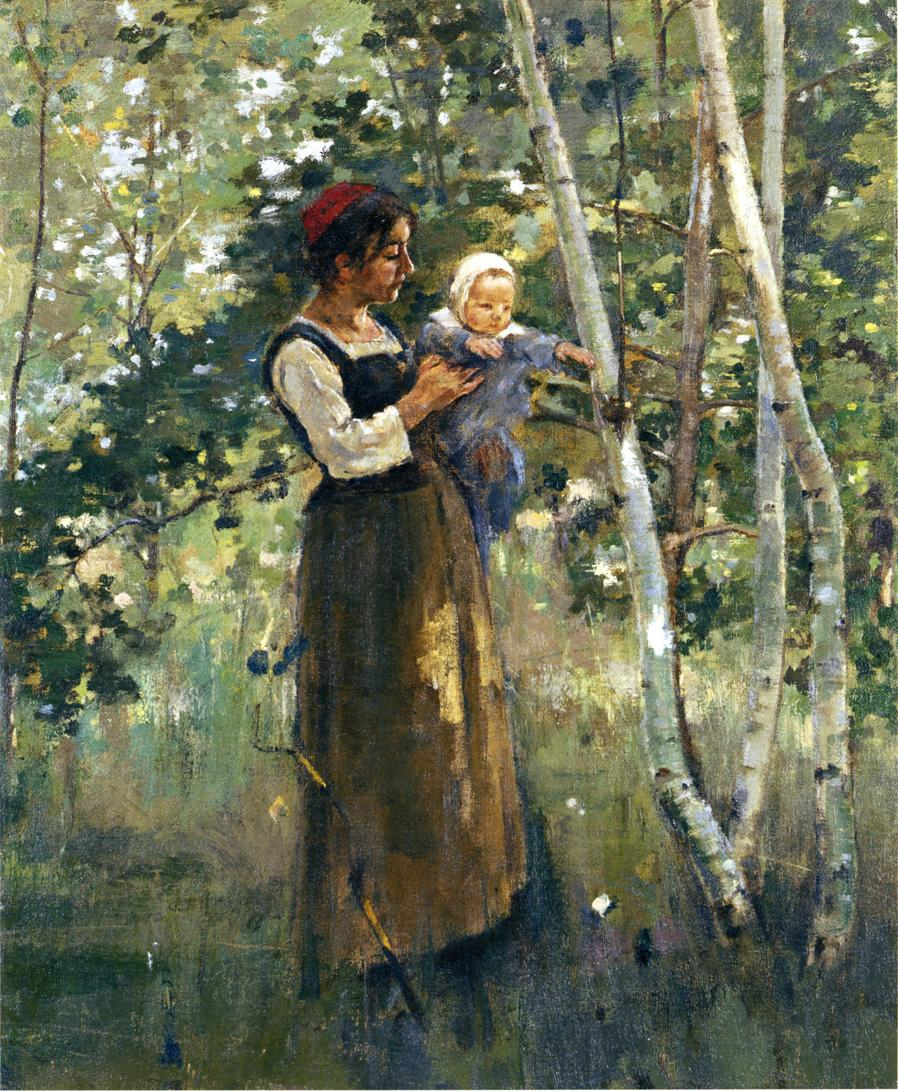
Theodore Robinson, mare i fill a la vora del foc (1887)
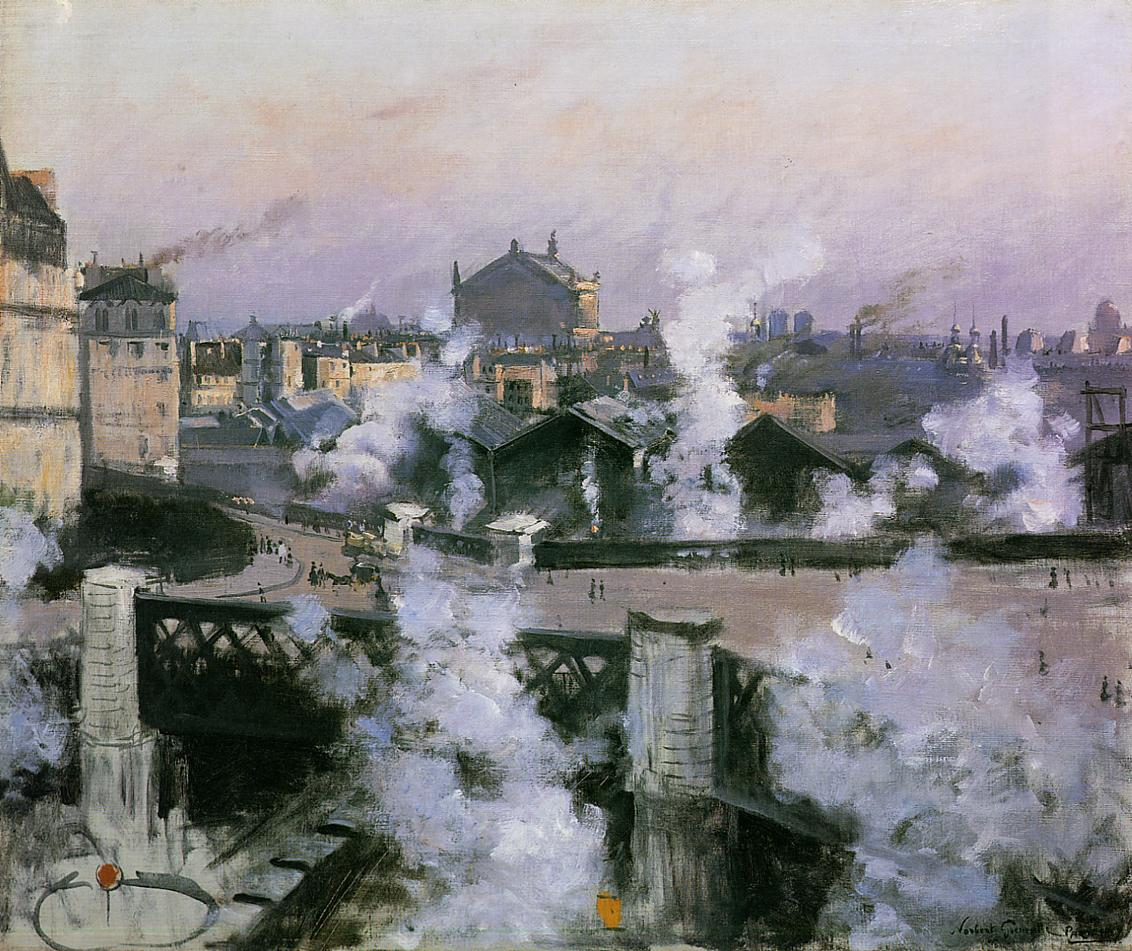
Norbert Gœneutte, El Pont de l'Europe i la Gare Saint-Lazare en construcció (1888)
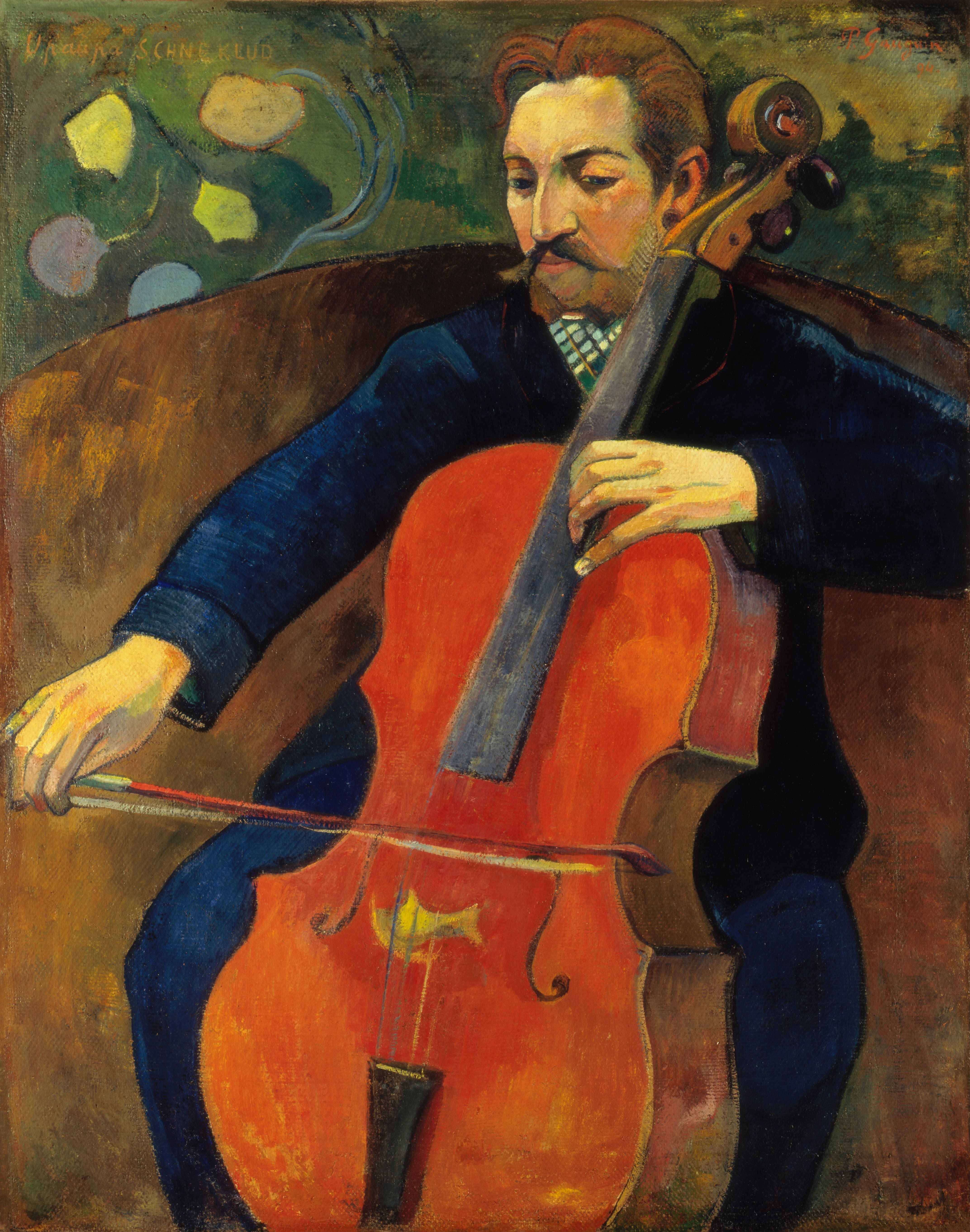
Paul Gauguin, El violoncel·lista (1894)
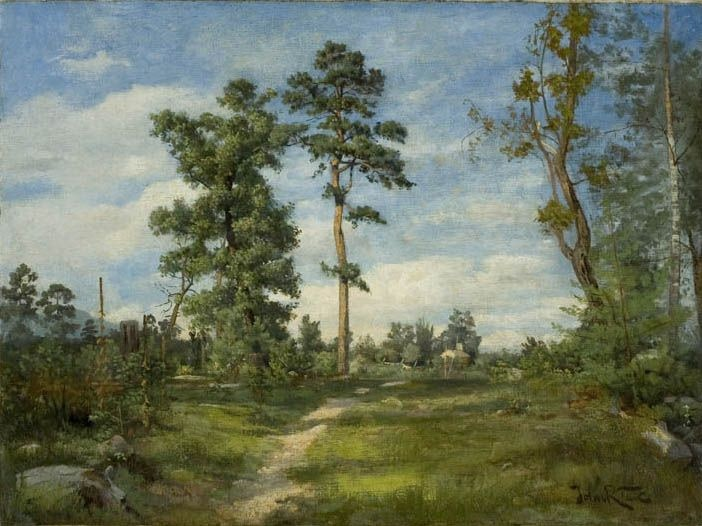
John Robinson Tait, Paisatge (vers 1900)
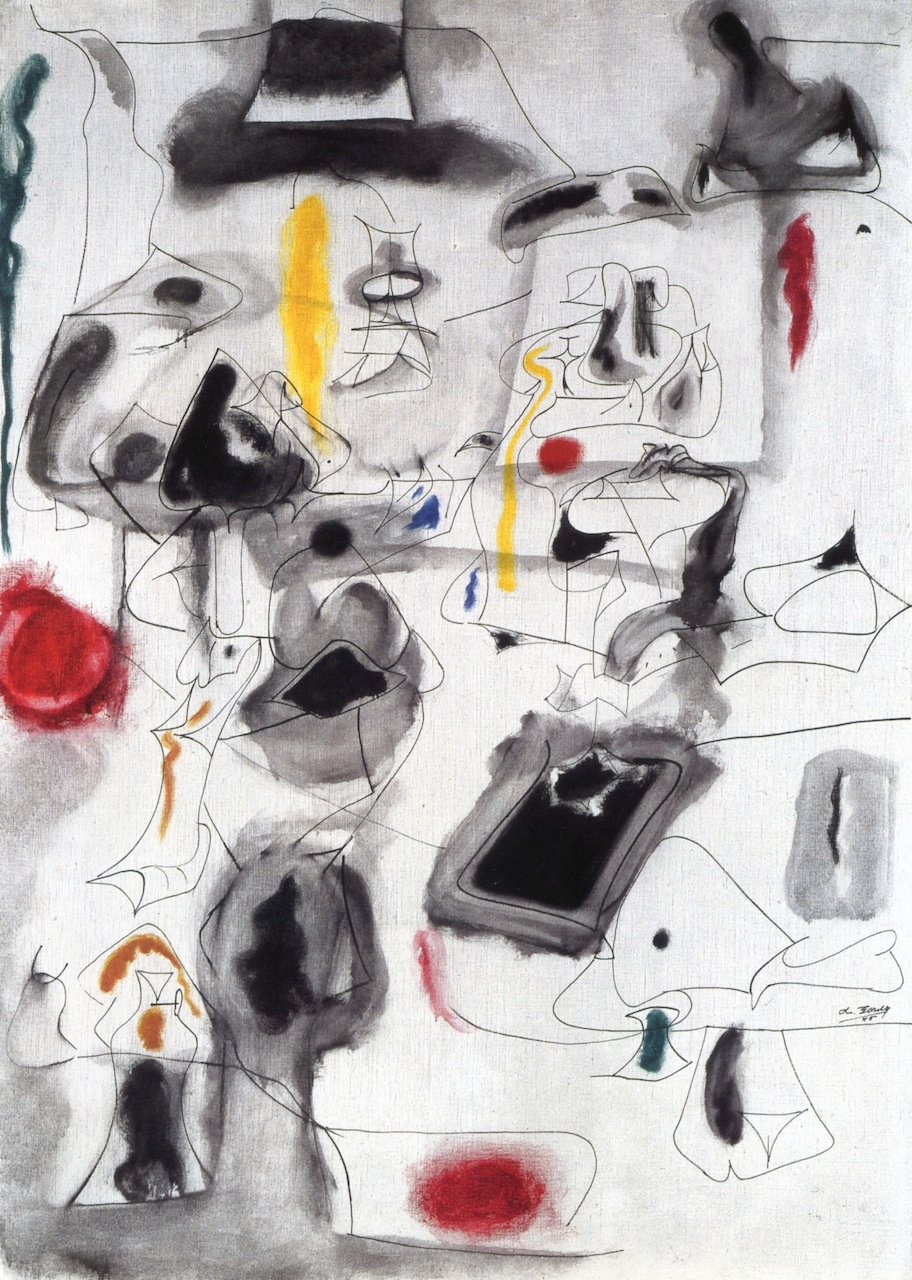
Arshile Gorky, L'inabastable (1945)